# Jakub (Corazza)
Jakub, imię świeckie James Neil Corazza (ur. 13 grudnia 1958 w Berkeley) – amerykański biskup prawosławny w jurysdykcji Rosyjskiego Kościoła Prawosławnego poza granicami Rosji.

## Życiorys
Urodził się w Kalifornii, w rodzinie luterańskiej. W 1970 r. wraz z rodziną zamieszkał w stanie Oregon. Studiował politologię na Uniwersytecie Kalifornijskim w Santa Cruz. W trakcie studiów, w styczniu 1980 r. przyjął prawosławie.
Po ukończeniu uniwersytetu (1982) wstąpił do monasteru w jurysdykcji diecezji Zachodu Kościoła Prawosławnego w Ameryce. W 1983 r. przeszedł do Rosyjskiego Kościoła Prawosławnego poza granicami Rosji. Początkowo przebywał w monasterze w Jordanville. Wiosną 1984 r. został skierowany do San Francisco, gdzie w starym soborze katedralnym służył jako hipodiakon. We wrześniu 1986 r. przyjął postrzyżyny w riasofor. W 1994 r. został wyświęcony na hierodiakona, a w 2004 r. – na hieromnicha. W 2006 r. złożył wieczyste śluby mnisze.
W lutym 2013 r. został współredaktorem nowo powstałego pisma eparchii San Francisco i zachodniej Ameryki Spiritual Spring (Wiesna duchownaja). 5 sierpnia 2015 r. podniesiony do godności ihumena. 28 czerwca 2019 r. został przełożonym monasteru św. Sylwana z Atosu w Sonorze; następnego dnia otrzymał godność archimandryty.
Postanowieniem Świętego Synodu Rosyjskiego Kościoła Prawosławnego poza granicami Rosji (co 30 sierpnia 2019 r. zatwierdził Święty Synod Rosyjskiego Kościoła Prawosławnego), otrzymał nominację na biskupa sonorskiego, wikariusza eparchii San Francisco i zachodniej Ameryki. Chirotonia odbyła się 6 listopada 2019 r. w soborze Ikony Matki Bożej „Wszystkich Strapionych Radość” w San Francisco, pod przewodnictwem arcybiskupa San Francisco i zachodniej Ameryki Cyryla.